# Espacios fasciales de la cabeza y el cuello
Los espacios fasciales (también llamados espacios de tejido fascial  o espacios de tejido ) son espacios potenciales que existen entre las fascias y los órganos y tejidos subyacentes En el ámbito de la salud, estos espacios no existen; solo se crean por patologías, por ejemplo, la propagación del pus o la celulitis en una infección. Los espacios fasciales también pueden abrirse durante la disección de un cadáver. Los espacios fasciales son diferentes de las propias fascias, que son bandas de tejido conectivo que rodean las estructuras, por ejemplo, los músculos. La apertura de los espacios faciales puede verse facilitada por la liberación bacteriana patógena de enzimas que causan la lisis de los tejidos (por ejemplo, hialuronidasa y colagenasa). Los espacios llenos de tejido conectivo areolar suelto también pueden denominarse hendiduras. Los espacios que contienen tejido neurovascular (nervios y vasos sanguíneos) también pueden denominarse compartimentos. 
Por lo general, la propagación de la infección está determinada por barreras como los músculos, los huesos y las fascias. El pus se mueve por el camino de menor resistencia.  En la cabeza y el cuello, los espacios potenciales se definen principalmente por la compleja unión de los músculos, especialmente el mieloide, el buccinador, el masetero, el pterigoide medio, el constrictor superior y el orbicularis oris.
Las infecciones que afectan a los espacios fasciales de la cabeza y el cuello pueden dar signos y síntomas diversos, dependiendo de los espacios implicados. El trismo (dificultad para abrir la boca) es un signo de que están afectados los músculos de la masticación (los músculos que mueven la mandíbula). La disfagia (dificultad para tragar) y la disnea (dificultad para respirar) pueden ser un signo de que la vía respiratoria está siendo comprimida por la hinchazón. 

## Clasificación
Se utilizan diferentes clasificaciones. Un método distingue cuatro grupos anatómicos:
- La mandíbula y debajo de ella

- - El vestíbulo bucal
  - El cuerpo de la mandíbula
  - El espacio mental
  - El espacio submental
  - El espacio sublingual
  - El espacio submandibular

- La mejilla y la cara lateral.

- - El vestíbulo bucal del maxilar.
  - El espacio bucal
  - El espacio submasseterico
  - El espacio temporal

- Las áreas faríngea y cervical

- - El espacio pterigomandibular
  - Los espacios parafaríngeos
  - Los espacios cervicales

- La cara media

- El paladar
- La base del labio superior
- Los espacios caninos (espacios infraorbitales)
- Los espacios periorbitales.

Dado que el hueso hioides es la estructura anatómica más importante en el cuello que limita la propagación de la infección, los espacios se pueden clasificar según su relación con el hueso hioides:
- Suprahioideo (arriba del hioides)
- Infrahioideo (debajo del hioides)
- Espacios fasciales que atraviesan la longitud del cuello.

En la cirugía oral y maxilofacial, los espacios fasciales son casi siempre relevantes debido a la propagación de infecciones odontogénicas . Como tal, los espacios también se pueden clasificar de acuerdo con su relación con los dientes superiores e inferiores, y si la infección puede extenderse directamente al espacio (espacio primario), o debe extenderse a través de otro espacio (espacio secundario): 
- Espacios primarios maxilares 
  - Espacio canino
  - Espacio bucal
  - Espacio infratemporal
- Espacios primarios mandibulares 
  - Espacio submental
  - Espacio bucal
  - Espacio submandibular
  - Espacio sublingual
  - Espacio submasetérico
- Espacios cervicales

## Espacios perimandibulares
El espacio submaxilar es un término histórico para la combinación de los espacios submandibular, submental y sublingual, que en la práctica moderna se denominan por separado o colectivamente los espacios perimandibulares. El término submaxilar puede ser confuso para los estudiantes y médicos modernos, ya que estos espacios están ubicados debajo de la mandíbula, pero históricamente el maxilar y la mandíbula juntos se denominan "maxilares", y a veces la mandíbula se denomina "maxilar inferior". Algunas veces el término espacio submaxilar se usa como sinónimo de espacio submandibular. Existe confusión, ya que algunas fuentes describen los espacios sublingual y submandibular como compartimentos del "espacio submandibular".  

## Espacio masticatorio

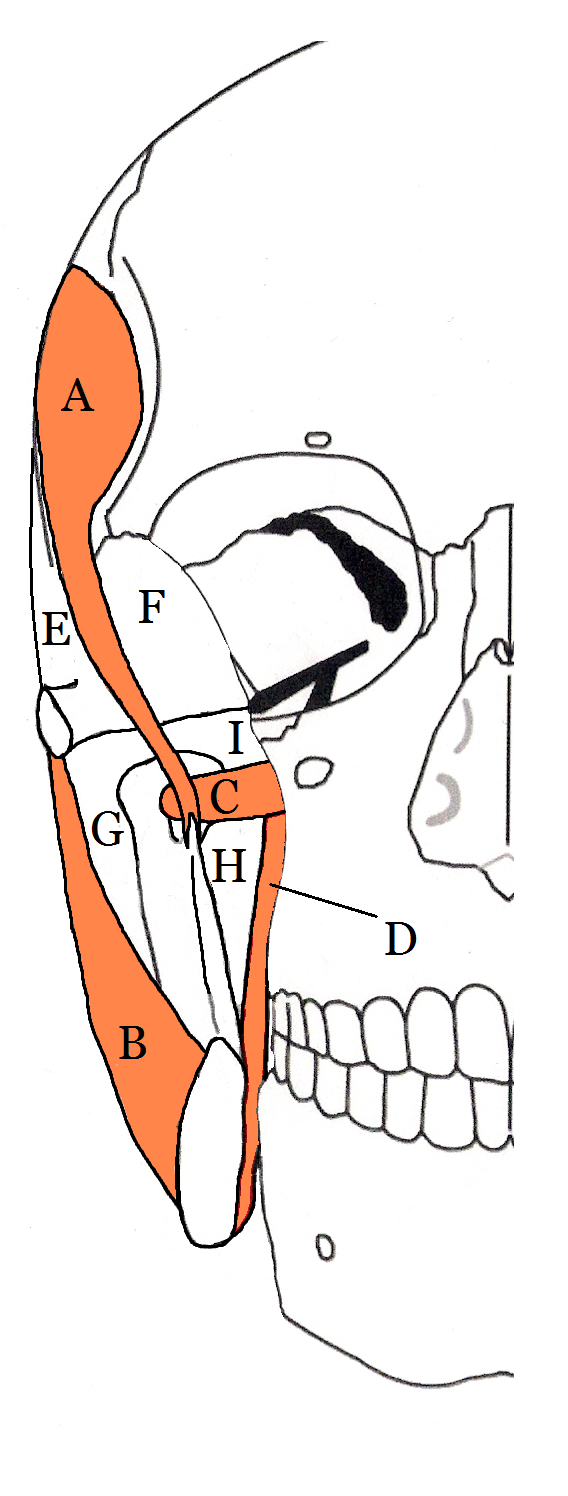
Los cuatro compartimentos del espacio masticatorio derecho. A Músculo temporal, B Músculo masetero, C Músculo pterigoide lateral, D Músculo ptaerigoide medio, E Espacio temporal superficial, F Espacio temporal profundo, G Espacio submasetero, H Espacio pterigomandibular, I Ubicación aproximada del espacio infratemporal.

Este término a veces se usa y es un nombre colectivo para los espacios submasetérico (masetérico), pterigomandibular, temporal superficial y temporal profundo. El espacio infratemporal es la porción inferior del espacio temporal profundo. Los espacios temporales superficiales y los espacios temporales profundos a veces se denominan juntos espacios temporales. Los espacios masticatorios son estructuras emparejadas a ambos lados de la cabeza. Los músculos de la masticación están encerrados en una capa de fascia, formada por la fascia cervical que asciende desde el cuello que se divide en el borde inferior de la mandíbula para envolver el área. Cada espacio masticador también contiene las secciones de la división mandibular del nervio trigémino y la arteria maxilar interna .
Por lo tanto, el espacio masticatorio podría describirse como un espacio potencial con cuatro compartimentos separados. Por lo general, las infecciones solo ocupan uno de estos compartimentos, pero las infecciones graves o prolongadas pueden extenderse y afectar todo el espacio masticatorio Los compartimentos del espacio masticatorio están ubicados a ambos lados de la rama mandibular y a ambos lados del músculo temporal . 

### Espacio submasetérico
También se conoce como el espacio masetero o el espacio masticatorio superficial. El espacio submasetérico se ubica lógicamente debajo (profundo) del músculo masetero, creado por las inserciones del masetero en la superficie lateral de la rama mandibular. Los abscesos submasetéricos son raros y están asociados con un marcado trismo. 

### Espacio pterigomandibular
El espacio pterigomandibular se encuentra entre el lado medial de la rama de la mandíbula y la superficie lateral del músculo pterigoideo medial. 

### Espacio temporal profundo (espacio infratemporal)
El espacio infratemporal es la porción inferior del espacio temporal profundo.

## Historia
La comprensión moderna de los espacios fasciales de la cabeza y el cuello se desarrolló a partir de la investigación histórica de Grodinsky y Holyoke en la década de 1930. Inyectaron un tinte en cadáveres para simular pus. Su hipótesis era que la infección en la cabeza y el cuello se propaga principalmente por presión hidrostática. Ahora se acepta que esto es cierto para la mayoría de las infecciones que ocurren en la cabeza y el cuello, con la excepción de la actinomicosis que tiende a excavar en la piel y las infecciones micotuberculoides que tienden a diseminarse a través de los vasos linfáticos.